# Miracles Still Happen
Miracles Still Happen (en italiano: I miracoli accadono ancora), es una película ítalo-estadounidense estrenada el 19 de julio de 1974 y dirigida por Giuseppe Maria Scotese. El filme narra la historia verídica de Juliane Kopcke, una adolescente de diecisiete años de edad, quien fue la única sobreviviente del accidente del vuelo 508 de Lansa, ocurrido el 24 de diciembre de 1971, el cual le costó la vida a 92 personas, incluyendo la madre de Köepke, la bióloga Maria Koepcke.
El filme es también conocido bajo diversos títulos en castellano; Milagro en el infierno verde (en España), Los milagros existen todavía (en Argentina), Aún ocurren milagros (en Colombia y Venezuela) y Perdida en el infierno verde (en el resto de Hispanoamérica).

## Argumento
Lima, día de Nochebuena de 1971. Juliane Kopcke (Susan Penhaligon) es una adolescente de diecisiete años de edad que acaba de terminar la escuela secundaria. Juliane ayuda a su madre Maria (Graziella Galvani) con los preparativos del viaje que harán ese mismo día a Pucallpa, con el objetivo de pasar allí la Navidad junto con sus amigos, los Maulhardt, y luego viajar hasta Panguana para reunirse con su padre y, así, recibir los tres el año nuevo.
Sin embargo, al llegar a las oficinas de la aerolínea Faucett para confirmar el pasaje, descubren que el vuelo a Pucallpa fue cancelado intempestivamente, por lo que Maria decide volver a casa para hacer las maletas y, de allí, ir hacia el aeropuerto para comprar los pasajes por LANSA, a pesar de que su marido les advirtió a ambas que jamás viajasen con dicha aerolínea, debido a su mala reputación como transportadora aérea. Madre e hija están a punto de embarcar para tomar el avión pero, inesperadamente, escuchan por el altavoz que, a última hora, la Faucett decidió reanudar el viaje a Pucallpa que había suspendido previamente, por lo que Maria se lamenta de la decisión tomada pero ni ella ni el resto de los pasajeros que tomarán el vuelo 508 de LANSA -y mucho menos Juliane- se imaginan la aterradora experiencia que vivirán durante el viaje hacia Pucallpa.

## Reparto
- Susan Penhaligon como Juliane Kopcke
- Graziella Galvani como Maria Koepcke
- Paul Müller como Hans-Wilhelm Koepcke
- Clyde Peters
- Heinrich Maulhardt como Él mismo
- Annelore Maulhardt como Ella misma
- José Ludmir Grimberg como Él mismo

## Producción
La película fue filmada en Lima y Pucallpa, pero las escenas interiores lo fueron en los Estudios Cinecittà, en Roma. La actriz británica Susan Penhaligon, quien interpretó a Julianne Köepke, realizó sus propias escenas de riesgo ya que no quiso usar dobles. En la película también interviene en un par de escenas el periodista, locutor y conductor José Ludmir Grimberg (1932-1996) quien, además de haber sido una de las más reconocidas figuras de la radio y TV de Perú, fue el primer periodista latinoamericano en cubrir las transmisiones televisivas de la entrega del Óscar de la Academia, labor que realizaría en forma ininterrumpida desde 1951 hasta su muerte.
El cineasta alemán Werner Herzog, quien para la época del accidente se encontraba en Perú buscando locaciones para filmar la película Aguirre, der Zorn Gottes (sobre el explorador español de origen vasco Lope de Aguirre), estuvo a punto de abordar el fatídico vuelo 508 de LANSA pero, debido a cambios en el itinerario, canceló el viaje y se salvó de fallecer en ese accidente. Varios años después Herzog conocería y haría amistad con Julianne Köepke -quien actualmente es doctora en biología y zoología y vive en Múnich con su esposo e hijos- y, luego, ambos realizarían el documental televisivo Julianes Sturz in den Dschungel (Las alas de la esperanza, 2000) en donde, además de que ella cuenta en primera persona y en el mismo lugar de los hechos su odisea, se incluyen algunas escenas de esta película.

## Recepción
Si bien esta cinta obtuvo críticas positivas por su tono semidocumental y la ausencia de recursos sensacionalistas, propias de este tipo de películas, la misma Julianne Köepke declaró en una entrevista para la revista alemana Stern que la consideraba como "muy cursi" y que estaba "bastante alejada de la realidad".